# كونتشيتا مونتيس
كونتشيتا مونتيس (بالإسبانية: Conchita Montes)‏ هي كاتبة سيناريو وصحفية ومقدمة تلفزيونية وممثلة إسبانية، ولدت في 13 مارس 1914 في إسبانيا، وتوفيت في 18 أكتوبر 1994 في مدريد في إسبانيا. من الجوائز التي نالتها ميدالية الاستحقاق الذهبية في الفنون الجميلة (إسبانيا) سنة 1989.

## جوائز
- ميدالية الاستحقاق الذهبية في الفنون الجميلة (إسبانيا) (1989)

## وصلات خارجية
- كونتشيتا مونتيس على موقع IMDb (الإنجليزية)
- كونتشيتا مونتيس على موقع أول موفي (الإنجليزية)
- كونتشيتا مونتيس على موقع قاعدة بيانات الأفلام السويدية (السويدية)
- كونتشيتا مونتيس على موقع قاعدة بيانات الفيلم (الإنجليزية)
- كونتشيتا مونتيس على موقع كينوبويسك (الروسية)